# Auguste Jouve
Pour les articles homonymes, voir Jouve.
Ne doit pas être confondu avec Claude Auguste Jouve.
Auguste Jouve, né le 14 janvier 1854 à Cavaillon et mort dans cette même ville le 14 novembre 1936 est un photographe, céramiste et peintre français. 
Il est le père du peintre et sculpteur animalier Paul Jouve (1878-1973).

## Biographie
Auguste Jouve est le fils d'Auguste Jouve, négociant, et le frère cadet de Michel Jouve. Il s'occupe dans le début de sa vie professionnelle de sériciculture en vendant des œufs de vers à soie, et devient le directeur du Comptoir d'escompte de Cavaillon. Il est élu suppléant au tribunal de commerce d'Avignon en 1902. Il place l'argent familial dans des immeubles de rapport dans les années 1870.
Il expérimente des motifs en barbotine émaillés sur support en lave avec Henri Arthur Lefort des Ylouses, donnant naissance à des médaillons colorés.
Il crée le musée Jouve et Juif Comtadin à Cavaillon, qui comprend une collection d'objets religieux juifs et un mikvé du XIVe siècle classé monument historique. Il fut également président de la Société hippique de Cavaillon, trésorier du Cercle de l'indépendance et membre actif du Cercle de la fraternité.
Il réalise ses photographies à la chambre photographique Bellini. Son ami et voisin le peintre Olivier de Penne est témoin à son mariage avec Hélène qui meurt en couches, à la naissance de leur deuxième enfant mort né, puis il perd sa fille âgée de six ans.
Il obtient une médaille d'or à l'Exposition universelle de 1889 à Paris.
Il est un ami de Théo et Vincent Van Gogh.
Il meurt à Cavaillon le 14 novembre 1936.

## Œuvres dans les collections publiques
France
- Cavaillon, musée archéologique de l'Hôtel-Dieu : albums de photographies[4].

Pays-Bas
- Amsterdam :
  - musée Van Gogh : Portrait de Madame Jouve.
  - Rijksmuseum : Nature morte aux fleurs, entre 1870 et 1877, huile sur toile[5].